# マリア・ジョアン
マリア・ジョアン（Maria João、1956年6月27日-）は、ポルトガルの女性歌手。以前は「マリア・ジョアオ」と表記されることもあった。

## 来歴
リスボン出身。1982年より、地元で本格的に音楽活動を開始し、翌年マリア・ジョアン・クインテットを率いてデビュー。1987年より、日本人ジャズ・ピアニストの高瀬アキと活動。
1993年以降は、マリアの夫でもあるピアニストのマリオ・ラジーニャとの活動が中心となる。また、ジョー・ザヴィヌルのアルバム『Faces & Places』（2002年）にも参加。2007年発表のソロ・アルバム『João』は、全曲ブラジルの楽曲のカヴァー。

## ディスコグラフィ

### リーダー・アルバム
- Quinteto Maria João (1983年) ※マリア・ジョアン・クインテット名義
- Cem Caminhos (1985年) ※マリア・ジョアン・クインテット名義
- 『コンヴェルサ』 - Conversa (1986年) ※マリア・ジョアン・クインテット名義
- 『ルッキング・フォー・ラヴ』 - Looking For Love (1987年) ※高瀬アキとの連名
- 『アリス』 - Alice (1990年) ※高瀬アキ、ニールス・ペデルセンとの連名
- 『ソル』 - Sol (1991年) ※with Grupo Cal Viva
- Danças (1995年) ※マリオ・ラジーニャとの連名
- Fábula (1996年) ※マリオ・ラジーニャとの連名
- Cor (1998年) ※マリオ・ラジーニャとの連名
- Lobos Raposa e Coiotes (1999年) ※マリオ・ラジーニャとの連名
- 『ショリーニョ・フェリス』 - Chorinho Feliz (2000年) ※マリオ・ラジーニャとの連名
- Mumadji (2001年) ※マリオ・ラジーニャとの連名
- 『アンダーカヴァーズ』 - Undercovers (2002年) ※マリオ・ラジーニャとの連名
- Tralha (2004年) ※マリオ・ラジーニャとの連名
- 『ジョアン』 - João (2007年)
- Chocolate (2008年) ※マリオ・ラジーニャとの連名